# 刘海砍樵 (2014年)
《刘海砍樵》，是一部2014年中國大陸的神話連續劇，由長沙花鼓戲《劉海砍樵》改編，以傳說神話為背景，2012年11月杀青。於2014年1月26日在央視八套首播。

## 播放平台
| 頻道     | 所在地   | 播映日期       | 備註                              |
| 央視八套 | 中国大陆 | 2014年1月26日  |                                   |
| 8頻道    | 泰國     | 2014年12月13日 | 週六-週日08.45（重播00:15-01:00） |

## 劇情
刘海戏金蟾是中国民间武财神(乔振宇 飾)与金蟾(TAE  飾)斗法的故事。

故事大綱
講述了常德花山腳下的漁樵村，有一口絲瓜井，相傳井中有一根神奇的金絲瓜，所以得以井水常年不竭，甘甜可口。絲瓜井就在劉海家的屋場，出於對金絲瓜的覬覦，劉海的伯父劉振賓不顧親情，想盡辦法要將劉海和他目盲的母親趕出劉家屋場，霸佔絲瓜井，從而獲得金絲瓜。由於利慾薰心，劉振賓居然貢拜惡靈窮奇，哪曉得窮奇本身也對金絲瓜垂涎已久。住在花山的九隻狐仙還有金蟾，因為偶然的際會，更因為命運冥冥的安排，捲入了這場爭鬥。

## 演員表
| 演員   | 角色           | 簡要介紹 |
| ------ | -------------- | --- |
| 乔振宇 | 刘海           | 渔樵村樵夫，老好人，大孝子。喜歡九妹。常德花山脚下的渔樵村的樵夫，体内流淌着神祖血脉，世世代代守护丝瓜井的秘密。老实，孝顺，有责任感。多次与狐仙九妹相识，并渐渐喜欢上九妹，对九妹不离不弃，家中有口丝瓜井，刘海的伯父和恶灵穷奇觊觎金丝瓜，最终刘海和九妹一起战胜一切困难，与九妹永远在一起。 |
| 宋佳玲 | 胡秀英         | 狐仙九妹，善良，勇敢。最小的九妹，在修炼千年后终于修成地灵珠，是个天真可爱，不谙世事的小狐仙。因被樵夫刘海的真诚善良所打动从而深深的爱上了他，为了能和刘海在一起，更是离开了充满天地之灵气的德山，并在常德县开了擂茶馆，与刘海携手共同面对生活的磨难。                                         |
| TAE    | 金蟾           | 蟾蜍精，从小与九妹一起长大，喜欢九妹，因为天赋的原因，修为提升慢，怕失去九妹，为了提升修为，扮成黑风，创立黑风寨，专门截取过路的商旅，强取金子来炼丹以提升修为，最后永镇在刘海家的金丝瓜井底，默默地祝福着九妹。                                                                               |
| 刘涛   | 大姐           | 狐仙大姐。狐仙家族排行老大，沉稳，关爱众姐妹，为了狐仙家族，希望九妹放弃与刘海的感情，专心修炼地灵珠，最后被九妹与刘海的感情所感动，同意九妹与刘海在一起。 |
| 边潇潇 | 三姐           | 狐仙三姐。狐仙家族排行第三，自私固执，一直督促着九妹的修炼，不让她与刘海来往，将忘情丹私自给刘海服下，最后祝福九妹。 |
| 徐麒雯 | 杜鹃           | 美丽贤惠、孝顺懂事、热情爽朗的淳朴女孩，从小喜欢着同村好友刘海。在经历众多事件后，呆在刘海身边在刘海需要帮助时默默付出。 |
| 张姮儿 | 喜鹊           | 喜鹊精，单纯，一直促成刘海与九妹，多次帮助九妹逃脱姐姐们的“牢笼” |
| 韩英群 | 林东升         | 县令，贪官，胆小，猥琐，势力，恶心，妻管严，为了钱财不计后果，投靠于魏崇新，多次被魏崇新要求夺取刘海家的丝瓜井，多次设计陷害刘海，都被九妹揭穿，魏崇新死后，绑架刘母被抓。 |
| 周光大 | 杜老爹         | 杜鹃爹，与一峰道长是至交好友，从小看着刘海与杜鹃长大，与刘海一家关系极好，从小定下亲事，酿酒高手。 |
| 卢冰炫 | 二黑           | 猎户，杜鹃爹从小领养的孤儿，看着刘海与杜鹃长大，一直对杜鹃爱护有加，憎恨黑风寨。多次怀疑九妹的身份，看到杜老爹被“九妹”推下悬崖，想杀九妹报仇，最后真相大白。 |
| 隋抒洋 | 一峰道长       | 善德观现任观主，魏崇新的师兄，手持桃木剑与阴阳锁两大利器，以降妖除魔为己任，想要收九妹，被刘海的善心所感动，放了九妹，为了击败成魔的刘振宾，与仙缘大师一同进入刘海体内，击杀了刘振宾，最后同意刘海和九妹。                                                                                     |
| 李强   | 魏将军(魏崇新) | 骠骑将军，一峰道长师弟，恨老观主将观主之位与阴阳锁传给一峰，嫉妒一峰，得知金丝瓜的秘密，企图依靠金丝瓜来成仙，与狐仙家族战斗中受伤，疗伤期间被刘振宾偷袭致死。 |
| 碰碰胡 | 仙缘大仙       | 来自天庭，安排执行任务，看护好九妹，多次出手帮助九妹躲过危机，与狐仙家族又至交关系，阻止刘振宾成魔，与一峰道长一同进入刘海体内，击杀刘振宾，大婚当天带来百年决明子，治好刘母眼疾。 |
| 王建国 | 刘振宾         | 刘海的叔叔，一点不念亲情，为了得到刘海家的金丝瓜，不择手段，想尽办法抢夺九妹的地灵珠，最后用刘海威胁九妹交出地灵珠，得到了金丝瓜与地灵珠后即将成魔，被刘海等人联合击败。 |
| 李蕾   | 刘母           | 刘海的娘，善良，爱护刘海，眼睛失明，一直催促刘海与杜鹃成亲，喜欢九妹，但不想让刘海与九妹在一起，最后在九妹舍身救护下被感动，同意九妹刘海与九妹的亲事，最后眼疾恢复 |
| 叶杨涛 | 捕快           | 客串。 |